# Спайерз, Майкл
Майкл Спа́йерз (иногда  Спайерс, англ. Michael Paul Spyres; род. 12 апреля 1979, Мансфилд, Миссури, США) — американский оперный певец, баритон и баритенор.
Привлёк к себе внимание исполнением в операх Россини партий, написанных для редкого ныне голосового регистра — баритенора, а также способностью в пределах одной оперы или концерта выступать то как лирический тенор, то как драматический тенор, то как баритон.
Ныне исполняет не только белькантовый, но также французский и моцартовский репертуар. В середине 2020-х годов стал переходить на более драматичные партии из опер Вагнера и Верди. Активно участвует в театральных и студийных проектах, ориентированных на возрождение репертуарных раритетов.

## Биография
Майкл Спайрз родился в музыкальной семье: его родители — преподаватели вокала, сестра — певица в жанре мюзикл, брат — оперный певец в аналогичной теноровой тесситуре. Спайрз владеет игрой на различных музыкальных инструментах — трубе, саксофоне, пианино, гитаре. Определило его будущую профессию детство, заполненное музыкой, которая звучала дома, в церковном хоре, в котором он пел, в школе, в которой он в течение года обучался вокальным навыкам. В 18 лет он начал обучение в качестве баритона со своим первым и единственным преподавателем — Робертом Миршаком. Однако наставник предложил освоить высокие пределы тесситуры и овладеть теноровым звуком. К 21 году Спайрз расстался со своим преподавателем, который переехал в Нью-Йорк, и освоившись, наконец, с тембральной принадлежностью своего голоса, решил усовершенствовать свое техническое мастерство. В течение последующих пяти лет он проживал с родителями и, не пренебрегая случайной работой официантом, строителем, радио-диктором, садовником, он посвящал долгие часы ежедневной вокальной практике, ограничив профессиональную деятельность участием в ежегодных сессиях Международного Молодёжного хора. Не владея иностранными языками, Спайрз осознал необходимость продолжить образование в Европе, выбрав Венскую консерваторию. В течение двух лет он являлся членом Шенбургского хора и активно занимался с преподавателями языков, постигая лингвистическую базу оперного пения. В этот период Спайрз сотрудничал с прославленным дирижёром Николаусом Арнонкуром, который познакомил Спайрза с таинством музыкального языка Моцарта.
В период полуторагодового обучения в Спрингфилдском университете Спайрз выступал на сцене Спрингфилдской оперы и в качестве участника молодёжной программы был задействован в постановках оперного театра Сент-Луиса, на сцене которого в 2001 году состоялся профессиональный дебют Спайрза в партии Рудольфа в пуччиниевской «Богеме». В этот период его репертуар составляли партии преимущественно итальянского романтического репертуара Верди («Травиата», «Риголетто») и веризма Пуччини — оперы «Богема» и «Мадам Баттерфляй».
Обучаясь в Венской консерватории, Спайрз принимал участие в студенческих постановках, организуемых в небольших венских театрах, исполняя главные теноровые партии в «Сказках Гофмана» Оффенбаха, «Альберте Херринге» Бриттена, «Травиате» Верди, «Театральных порядках и беспорядках» Доницетти.
В 2006 году состоялся европейский сценический дебют Майкла Спайрза в партии Жакино из бетховенского «Фиделио» в неаполитанском театре Сан-Карло и его первое участие в европейском оперном фестивале — партия Альберто в россиниевской «Газете» в Вильдбаде.
В 2007 году Спайрз продолжил покорять технические сложности россиниевского стиля, исполнив партию Линдоро в «Итальянке в Алжире» Россини на сцене Оперного театра Белграда.
В 2008—2009 годах он состоял в штате Берлинской государственной оперы, на сцене которой исполнил партии Артуро в «Лючии ди Ламмермур» Доницетти, рулевого в «Летучем голландце» Вагнера, а также Тамино из моцартовской «Волшебной флейты», в которой он также дебютировал в опере Льежа в 2010 году.
Первый значительный успех ожидал Спайрза на Россиниевском оперном фестивале в Вильдбаде в 2008 году — виртуозное исполнение партии Отелло в одноимённой опере Россини в паре с блистательной англо-австралийской колоратурной сопрано Джессикой Пратт. В последующем Спайрз стал постоянным участником этого оперного мероприятия, особенно удачно исполнив партию Неокла в россиниевской «Осаде Коринфа» в 2010 году.
Также он регулярно выступает в рамках другого белькантового фестиваля в итальянском Пезаро. Этот культурно значимый оперный марафон, организуемый на родине Россини, стал свидетелем многих дебютов Спайрза — в 2012 году в партии Валтасара в опере «Кир в Вавилоне» и в титульной партии в опере «Аврелиан в Пальмире» в 2014 году. В этих постановках его партнершей вновь стала Пратт.
В 2008 году Спайрз впервые предстал перед миланской публикой в Ла Скала в партии Бельфьоре из россиниевской оперы «Путешествие в Реймс». В 2013 году партия Родриго из оперы Россини «Дева озера» стала проводником Спайрза на сцену Ковент-Гардена. Партнёрами американского исполнителя стали Джойс ДиДонато и Хуан Диего Флорес.
Однако Спайрз не ограничивался амплуа белькантового исполнителя, осваивая также богатый жанр французской оперы. Он продемонстрировал безупречный стилистический почерк и техническое мастерство в исполнении партии Рауля из оперы «Гугеноты» Мейербера. Этот раритет был исполнен в 2009 году в рамках летнего музыкального фестиваля в Барде, Нью-Йорк.
В 2010 году Спайрз вновь принял участие в одном из фестивальных мероприятий Нью-Йорка, исполнив партию Ариэля в «Сценах из Фауста Гёте» Шумана.
Титульная партия Бенвенуто Челлини из одноимённой оперы Берлиоза в режиссуре Терри Гиллиама стала дебютом Спайрза на сцене Английской национальной оперы в 2014 году. Также невероятно успешным стало покорение сложной партии мятежного философа в драматической легенде Берлиоза «Осуждение Фауста», дебют в которой состоялся в Амстердаме в сентябре 2012 года, а затем в варианте, поставленном на родине композитора в рамках посвященного ему фестиваля, а в последующем — в версии оперы Бордо и в рамках южно-американского дебюта Спайрза в бразильском Сан-Паулу в ноябре 2014 года.
Партия шекспировского влюбленного из «Ромео и Джульетты» Гуно расширила французский репертуар Спайрза в 2010 году на сцене ирландской оперы. В этой же опере, в партии Тибальта он дебютировал на Зальцбургском фестивале летом 2010.
В 2011 году Спайрз впервые покорил театральную публику Лиссабона, дебютировав в титульной партии в опере Маццони «Антигон» и впервые представ на сцене Дрезденской оперы в образе Джанетто из россиниевской «Сороки-воровки». Тот же год ознаменовался иным значительным репертуарным дебютом Спайрза — сложнейшей партией Арнольда из россиниевского «Вильгельма Телля» в рамках музыкального фестиваля в Карамуре, Нью-Йорк. В 2013—2014 годах Спайрз неоднократно продемонстрировал искусное овладение высокой тесситурой партии в постановках «Телля» в Вильдбаде, Болонье, американской Вичите и Ля Монне.
В июле 2010 года Спайрз одарил слушателей виртуозным исполнением теноровой партии в постановке театрализованной версии оперы-оратории Моцарта «Освобождённая Ветулия» под музыкальным руководством Риккардо Мути в рамках музыкальных фестивалей в Равенне и Зальцбурге.
По приглашению маэстро Мути, в 2012 году Спайрз присоединился к Чикагскому симфоническому оркестру и исполнительскому ансамблю в составе болгарской сопрано Красимиры Стояновой и латвийского тенора Александра Антоненко, исполнив партию Кассио из вердиевского «Отелло».
Не прекращая сотрудничество с американскими оперными домами, весной 2012 года в оперном театре Миннесоты Спайрз опробовал силы в белькантовой стихии позднего Доницетти — в партии Эдгара из «Лючия ди Ламмермур». По признанию Спайрза, драматический оттенок партии подтачивает вокальную маневренность и гасит тембральную яркость, что губит перспективы в избранном им репертуаре. В апреле 2012 года Спайрз вновь обратился к изгнаннику современного оперного репертуара — произведению Обера «Немая из Портичи», возрожденному на сцене Парижской Оперы Комик, — тенор исполнил ведущую партию Мазаньелло. В июне 2012 года Спайрз впервые исполнил сольную теноровую партию в «Реквиеме» Берлиоза на музыкальном фестивале Сен-Дени под руководством Джона Элиота Гардинера, по приглашению которого осенью того же года певец в качестве солиста-тенора принял участие в цикле исполнений 9-й Симфонии Бетховена в Англии, Германии и США.
В марте 2013 в Доме музыки Порту Спайрз впервые исполнил теноровую партию в «Реквиеме» Верди.
В 2013 году Спайрз дебютировал на сцене барселонского оперного театра Лисеу, исполнив титульную парию в премьерной постановке «Сказок Гофмана» Оффенбаха в партнерстве с Натали Дессе и Лораном Наури.
На сцене Карнеги-Холла Спайрз исполнил партию Оромбелло из Беллиниевской оперы «Беатриче ди Тенда».
Вашингтонская опера ангажировала Спайрза для исполнения партии Лестера из доницеттиевской «Марии Стюарт».
Освоить специфику опереточного жанра Спайрз сумел на рубеже 2013—2014 годов на сцене чикагской оперы в партиях Альфреда в «Летучей мыши» Штрауса и Россильона из «Весёлой вдовы» Легара в 2015, а также в партии Кандида в одноимённой оперетте Бернстайна, исполненной Спайрзом в Антверпене и Риме.
В июне 2014 года в рамках фестиваля Сен-Дени Спайрз принял участие в исполнении Маленькой торжественной мессы Россини в ансамбле с Юлией Лежневой и Александром Виноградовым. В августе 2014 года Спайрз впервые принял участие в ежегодном международном музыкальном фестивале в Лондонском Альберт-Холле, исполнив теноровую партию в Торжественной мессе Бетховена.
В ноябре этого года Спайрз принял участие в концертном исполнении франкоязычной версии оперы Доницетти «Мученики».
В 2015 году состоялся дебют Спайрза на сцене датской национальной оперы в партии Либенскофа из россиниевского «Путешествия в Реймс». В марте этого года состоялся дебют Спайрза в титульной партии оперы «Король Лахорский» Массне, исполненной в концертном варианте в Лондоне. В апреле 2015 года Спайрз принял участие в презентованном парижской Оперой-Комик раритетном произведении Герольда «Луг писцов», исполнив партию Де Мержи.
В июне 2015 года Спайрз в партии Анри де Брюгге участвовал в премьерном исполнении французской редакции «Герцога Альбы» Доницетти в Лондоне.
В июле 2015 года Спайрз дебютировал в партии Ясона в опере «Медея в Коринфе» Майра на фестивале в итальянской Мартине Франке под музыкальном руководством Фабио Луизи. В августе 2015 года в период проведения эдинбургского фестиваля Спайрз участвовал в представлении монодрамы Берлиоза «Лелио, или Возвращение к жизни» под руководством сэра Джона Элиота Гардинера.
В феврале 2016 года Спайрз дебютировал в премьерной постановке моцартовского «Митридата, царя Понтийского», впервые выступив на сцене театра Елисейских Полей, и закрепив успех в этой же партии в Ля Монне, в мае 2016 года и, позднее, в июле 2017 года — в лондонском Ковент-Гардене.
Очередной дебют Спайрза состоялся на летнем фестивале во французском Провансе — партия Времени в оратории Генделя "«Триумф Времени и Разочарования» в ансамбле с Франко Фаджоли, Сарой Мингардо и Сабин Девьель под музыкальным руководством Эммануэль Аим.
В марте 2016 года в Праге Спайрз исполнил теноровую партию в Stabat Mater Дворжака. В октябре 2016 года Спайрз исполнил партию короля Генриха II из оперы Доницетти «Розамунда Английская» на сцене флорентийской оперы в партнерстве с Джессикой Пратт.
В октябре 2016 года певец исполнил теноровую партию во Второй симфонии Мендельсона в лондонском Барбикан-холле. В ноябре 2016 года в рамках концертного формата Театр Елисейских Полей и Лионская опера представили оперу Россини «Гермиона», в которой Спайрз предстал в образе Пирра в партнерстве с американской сопрано Анжелой Мид и легендарным итальянским дирижёром Альберто Дзедда.
В феврале 2017 года Спайрз дебютировал в партии Дона Хозе из оперы «Кармен» Бизе на сцене Парижского Театра Елисейских Полей. Это первое обращение американского тенора к насыщенной, спинтовой роли, сохраняющей, однако, элегантный силуэт французской оперной традиции. Тем не менее, этот авантюрный эксперимент не отвлекает Спайрза от его истинного призвания — барочной музыки — и в мае 2017 года он предстал в титульной партии в опере Гайдна «Роланд Паладин» в новой постановке Цюрихской Оперы.
В апреле 2017 года Спайрз расширил репертуарную галерею исполняемых им берлиозовских персонажей, впервые примерив образ Энея в опере «Троянцы» в партнерстве с американской меццо-сопрано Джойс ДиДонато.
В ноябре 2017 года Спайрз дебютировал на сцене парижской Опера Гарнье, впервые исполнив титульную партию в опере Моцарта «Милосердие Тита».
В сентябре 2017 года в Праге Спайрз в качестве тенора-солиста принял участие в исполнении «Реквиема» Дворжака.
В феврале 2018 года американский тенор получил первый карьерный ангажемент в опере Франкфурта, дебютировав в партии Васко де Гамы в опере Мейербера «Африканка».
В мае 2018 года после 160-летнего репертуарного забвения парижская Опера-Комик возродила оперу Гуно «Кровавая монахиня», пригласив Спайрза на партию Рудольфа. Его партнершами стали бельгийская колоратурная сопрано Жоди Девос и французская лирическая сопрано Ваннина Сантони.
В июле 2018 года на сцене барселонского театра Лисеу Спайрз исполнил партию Фернана во франкоязычной версии оперы Доницетти «Фаворитка». Исполнительницей титульной партии стала французская меццо-сопрано Клементин Марген.
В октябре 2018 года в Театре Елисейских Полей Спайрз дебютировал в партии Флорестана в концертном исполнении оперы Бетховенa «Фиделио».
В начале 2019 года Спайрз дебютировал на сцене Венской Государственной Оперы в партии Рамиро в опере Россини «Золушка». Весной 2019 года парижская Опера-Комик представила премьеру очередного раритета — оперы Адана «Почтальон из Лонжюмо» — Спайрз дебютировал в сложнейшей партии Шаплу.
Летом 2019 года состоялся дебют Спайрза в партии Поллиона в опере Беллини «Норма» в Цюрихской опере.
Также американский исполнитель впервые исполнил титульную партию в опере Беллини «Пират» в оперном театре Женевы.
В июле 2019 года в рамках фестиваля Французского радио в Монпелье Спайрз исполнил титульную партию в опере Венсана Д’Энди «Фервааль».
В ноябре 2019 года Спайрз дебютировал в партии Лициния в опере Спонтини «Весталка» в венском Театре Ан-дер-Вин.
В феврале 2020 года Спайрз дебютировал на сцене Метрополитен-оперы в титульной партии в «Осуждении Фауста», представленной в концертном варианте, в партнерстве с Элиной Гаранчей и Ильдаром Абрдазаковым.
В феврале 2021 года Спайрз впервые исполнил титульную партию в опере-оратории Стравинского «Царь Эдип» в Берлинской филармонии.
Летом 2021 года Спайрз принял участие в юбилейном сотом Зальцбургском фестивале, впервые исполнив партию Дона Оттавио В Доне Жуане Моцарта.
В октябре 2021 года Спайрз дебютировал в титульной партии в опере Моцарта «Идоменей, царь критский» на фестивале в Баден-Бадене.
В ноябре 2021 года певец впервые исполнил партию Септимия в рамках цикла концертных исполнений оратории Генделя «Феодора».
В декабре 2021 года американский исполнитель дебютировал в партии чтеца в оратории Берлиоза «Детство Христа» в английском Кембриджшире под музыкальным руководством Джона Элиота Гардинера.
В январе 2022 года Спайрз впервые исполнил главную теноровую партию в Messa di Gloria Россини в Риме под музыкальным управлением Антонио Паппано.
В марте 2022 года в оперном театре Озарка, на родине певца, состоялся его первый драматический веристский дебют в партии Канио в «Паяцы» Леонкавалло.
В июне 2022 года американский исполнитель дебютировал в теноровой партии в оратории Элгара «Сон Геронтия». В ноябре 2022 Спайрз исполнил теноровую партию в оратории Генделя «Мессия» в британском соборе Ковентри.
В июле 2023 года в рамках мюнхенского оперного фестиваля певец дебютировал в партии Юпитера в оратории Генделя «Семела». В октябре 2023 г. в Вене Спайрз впервые исполнил теноровую партию в «Песне о Земле» Малера.
В марте 2024 г. певец дебютировал в титульной партии в опере Вагнера «Лоэнгрин» в новой постановке Рейнской оперы. Дальнейшее расширение вагнеровского репертуара певца включает дебюты на Байрёйтском оперном фестивале в партиях Зигмунда в опере «Валькирия» летом 2024 г. и Вальтера Штольцинга в новой постановке «Нюрнбергских мейстерзингеров» летом 2025 г.
Также певец расширил свой вердиевский репертуар, ограниченный лишь партиями Герцога и Альфреда, дебютировав в роли Манрико в новой постановке оперы «Трубадур» в Хьюстонской опере в октябре 2024 г.
В декабре 2024 г. состоялся дебют Спайрза в титульной партии в опере Пфицнера «Палестрина», после 25-летнего перерыва возобновленной на сцене Венской оперы. Там же, в январе 2025 г. американский исполнитель впервые исполнит роль Вакха в опере Штрауса «Ариадна на Наксосе».
В апреле 2025 г. Спайрз дебютирует в титульной партии в концертном исполнении оратории Генделя «Иевфай», которая в рамках гастрольного тура будет представлена в Париже, Мадриде и Дортмунде.   
Майкл Спайрз проживает с супругой Тарой Стаффорд, оперной сопрано, и двумя сыновьями в пригороде американского города Спрингфилд.

## Вокальные данные
По признанию Спайрза, период трансформации его звучания из баритонального в теноровое был весьма долгим и мучительным. Не имея финансовых возможностей для получения услуг профессиональных педагогов по вокалу, Спайрз был вынужден самостоятельно постигать природу своего голоса и в одиночку овладевать исполнительской техникой. Развитие тенорового звука он начал с освоения двух арий — Un’aura amoroso из моцартовской оперы «Так поступают все» и Languir per una bella из оперы Россини «Итальянка в Алжире» — и в течение почти целого года ежедневно проводил долгие ночные часы за репетированием, совмещая вокальную практику с дневной работой. Этот изнурительный и упорный труд позволил певцу выработать адекватную его вокальным характеристикам методику звукоизвлечения.
Выработка верхнего регистра стала одной из самых сложных задач, однако Спайрз в совершенстве овладел техникой voix mixte, которая позволяет ему непринужденно достигать предельных верхних границ теноровой тесситуры вплоть до фа второй октавы и, одновременно, в полной мере реализуя свой природный потенциал, певец полноценно исполняет ноты нижнего регистра вплоть до басовых. Обладая диапазоном голоса в три октавы, Спайрз осознал, что ему доступны как теноровая, так и баритональная тесситура. Это подтвердил и друг певца Бертран Дэльво, ученый Йоркского университета и певец-любитель, с которым он познакомился в период обучения в Европе, предложивший провести тест на вокальный диапазон с целью классификации типа голоса. Отправившись в Йорк, Спайрз провел сессию по записи голоса в специальной безэховой камере и в результате сопоставления его голоса с тысячами прототипов разных тесситурных групп было установлено, что он является обладателем гибридного тембра — «баритенора». По мнению ряда музыковедов, именно для такого голоса была написана титульная партия в «Орфее» Монтеверди, который считается первым в истории образцом оперного жанра. Эта разновидность голоса неизменно сохраняла свое репертуарное значение, поскольку баритон как самостоятельный тип голоса пополнил вокальную классификацию оперных голосов лишь в конце XVIII столетия. Однако лишь спустя почти полвека, к началу 1830-х годов, образовалась четкая тесситурная грань между тенором и баритоном. Весь предшествующий период многие теноры совмещали в рабочем репертуаре как теноровые, так и баритоновые партии, в том числе, такие известные певцы, как Мануэль Гарсиа и Джованни Баттиста Рубини.
Самым известным баритенором является, вероятно, итальянский певец Андреа Нодзари, ставший первым исполнителем многих россиниевских опер, написанных для полнокровного лирического тенора с весомым, баритональным нижним регистром и превосходной колоратурной подвижностью. Именно партии, созданные Россини для Нодзари, по признанию Спайрза, наиболее удачно подходят его голосу и техническим возможностям.
В одном из интервью, которое Спайрз дал в 2020 году, певец отметил, что по достижении сорока лет его голос начал трансформироваться, становиться объемнее.

## Награды
- 2014 — премия итальянского театра Тиберини «Tiberini d’oro»
- 2021 — Орден Искусств и литературы Французской Республики
- 2023 — «Певец года» по версии International Opera Awards
- 2024 — «Певец года» по версии OPER! Awards